# Allium pardoi
Allium pardoi är en amaryllisväxtart som beskrevs av Francisco Loscos y Bernal. Allium pardoi ingår i släktet lökar, och familjen amaryllisväxter. IUCN kategoriserar arten globalt som sårbar. Inga underarter finns listade i Catalogue of Life.